# Bloody Sunday (1920)
Pour les articles homonymes, voir Bloody Sunday.
Ne doit pas être confondu avec Bloody Sunday (1972).
Le Bloody Sunday (litt. « dimanche sanglant ») est une journée de violence à Dublin le 21 novembre 1920, durant la guerre d'indépendance irlandaise (1919-1921). Cette journée fait près de 30 morts et environ 70 blessés.
La journée commence avec l'assassinat de quatorze agents britanniques ou de leurs informateurs, mais également de personnes sans engagement politique, par l'Armée républicaine irlandaise sous les ordres de Michael Collins. Les forces britanniques réagissent en ouvrant le feu sur la foule pendant un match de football gaélique disputé à Croke Park à Dublin.

## Les origines
Le Bloody Sunday de 1920 trouve son origine dans la guerre d'indépendance irlandaise qui se déroule de 1919 à 1921 et eut pour conséquences la formation de la république d'Irlande et l'instauration de son parlement, le Dáil Éireann. L’armée de la nouvelle république, l'IRA, engagea une guérilla contre le Royal Irish Constabulary, ses organisations auxiliaires et l'armée britannique qui étaient déterminées à supprimer les forces irlandaises séparatistes. Le gouvernement britannique a formé de son côté ses propres troupes paramilitaires, les Black and Tans (surnom en rapport avec la couleur des uniformes) et la Auxiliary Division (connue aussi sous le nom d’Auxiliaries ou Auxies). Le comportement de ces deux groupes fut presque immédiatement controversé (les principales critiques furent émises par le roi George V en personne) à cause de leur brutalité et de la violence exercée non seulement contre les prisonniers et les personnes suspectées de faire partie de l’IRA, mais aussi contre le peuple irlandais en général. Ce sont ces Auxiliaries qui sont responsables du massacre du Bloody Sunday.

## La journée duBloody Sunday
Le 21 novembre 1920, le ministre des Finances de la république d’Irlande et leader de l’Irish Republican Brotherhood, Michael Collins, ordonne l'assassinat d'agents britanniques, incluant ceux appelés le gang du Caire, dix-huit officiers des services secrets anglais envoyés en Irlande pour infiltrer les organisations nationalistes irlandaises. Tôt le matin, douze de ces agents furent exécutés par une unité spécialisée de Collins, dont certains à leur domicile. Trois autres survécurent à leurs blessures.
Au total, quatorze personnes furent exécutées et six sont blessées, y compris des agents britanniques supposés, des personnes sans engagement politique (comme l'épouse enceinte de l'un des agents britanniques) et deux auxiliaires britanniques. Le plan de Collins était de tuer plus de cinquante agents ou leurs informateurs, mais une partie des cibles ne purent être atteintes par les hommes de l'IRA. Cette série d’assassinats handicapa sévèrement les services secrets britanniques en Irlande, provoquant le départ des derniers agents du gang du Caire et causant la consternation dans toute l'administration britannique.
À Croke Park se déroule le même jour un match de football gaélique entre l'équipe de Dublin et celle de Tipperary. Malgré le malaise général qui parcourut Dublin après les assassinats, approximativement 15 000 personnes se sont déplacées à Croke Park pour assister au match. Juste avant le début de la rencontre, alors que les deux équipes avaient pénétré sur le terrain, les Auxiliaries envahirent le stade et commencèrent à tirer dans la foule. Deux joueurs furent touchés (Michael Hogan mourut ensuite de ses blessures). La foule commença à évacuer le stade sous les tirs. Au total 14 personnes furent tuées et 65 autres blessées. Les plus jeunes victimes avaient 10 et 11 ans.
L’action des Auxiliaries, comme la plupart de leurs actions et celles des Black and Tans, n'a pas été officiellement autorisée. À cause du tollé soulevé par ce massacre, les autorités britanniques basées au château de Dublin furent obligées de présenter des regrets mais refusèrent de porter la responsabilité du massacre. Ils se réclamèrent de la légitime défense en déclarant avoir subi des coups de feu en voulant arrêter un activiste nationaliste.
Plus tard dans la journée, deux officiers de rang élevé de l'IRA, Dick McKee et Peadar Clancy, qui avaient aidé à l'élaboration du plan d'action sont arrêtés. Incarcérés au château de Dublin, ils y sont torturés puis « tués lors d'une tentative d'évasion ».

## Conséquences des événements
Le comportement des Auxiliaries et des Black and Tans aida beaucoup au retournement de la population contre la couronne britannique.
Par ailleurs certains politiciens britanniques et le roi lui-même ne firent aucun secret de leur sentiment d’horreur après le massacre. Le Bloody Sunday fit les grands titres de la presse internationale et entacha largement la crédibilité du Royaume-Uni en Irlande.
Le souvenir de ces événements est toujours très vivace en Irlande. Une des tribunes de Croke Park a été baptisée en souvenir du joueur tué ce jour-là, Michael Hogan.
À noter toutefois que la chanson de U2, Sunday Bloody Sunday, n'évoque pas seulement cet événement mais également celui du même nom qui s'est déroulé en 1972.

## Interprétations alternatives
Le massacre de Croke Park l'après-midi est habituellement attribué aux Auxiliairies alors que ce sont les hommes de la Police royale irlandaise qui ont tiré le plus de coups de feu dans le stade.
Le film Michael Collins montre un véhicule blindé entrant sur le terrain. Cela ne s'est pas produit : le véhicule blindé en question était à l'extérieur et semble avoir tiré en l'air, plutôt que sur la foule. Le réalisateur, Neil Jordan, a déclaré plus tard qu'il avait changé la scène parce que montrer des policiers tirant dans la foule aurait été « trop terrifiant » pour le ton du film.
On pense souvent que deux joueurs ont été tués quand en réalité deux ont été victimes de tirs. Hogan et Egan ont tous les deux essuyé des tirs, mais Egan n'a été que blessé. Il a ensuite été tué pendant la guerre civile.
On prétend parfois que les officiers britanniques ont tiré à pile ou face pour savoir s'ils allaient se livrer à une tuerie à Croke Park ou piller Sackville Street (la principale rue de Dublin, maintenant appelée O'Connell Street) mais il n'y a aucune preuve attestant cette affirmation.